# Dao Droste
Dao Droste (Saigon, 1952) é uma artista vietnamita que vive na Alemanha.

## Biografia
Ela nasceu em Saigon e mudou-se para a Alemanha em 1971. Droste estudou química em Estugarda e Heidelberg, obtendo um PhD. Ela passou a trabalhar em escultura, pintura e instalação e estabeleceu o seu próprio estúdio em 1987. Ela agora vive em Eppelheim.
A sua grande peça de instalação "Open-mindedness", que incluiu 500 rostos de terracota, atraiu a atenção internacional.
Droste projectou a estátua para o One World Award, que é patrocinado por Rapunzel Naturkost e pela Federação Internacional de Movimentos de Agricultura Orgânica.
O seu trabalho encontra-se apresentado em colecções públicas e privadas, incluindo no Museu Carl Bosch em Heidelberg, no Ministério Federal de Educação e Pesquisa em Berlim e na cidade de Eppelheim.